# Бисмарк
Вижте пояснителната страница за други значения на Бисмарк.
Бисмарк (на немски: Bismarck) е името на стар немски благороднически род, известен от 13 век. Най-значимият представител на фамилията е първият немски канцлер княз Ото фон Бисмарк от линията Шьонхаузен.
Първият от фамилията Бисмарк e Хереборд фон Бисмарк, който е 1270 г. кмет на град Щендал.
През 1562 г. се създават чрез замяна на земи линиите Бисмарк-Шьонхаузен и Бисмарк-Кревезе, от която произлизат два министра на Фридрих II Велики. 1817 г. се създава чрез женитба графския клон Бисмарк-Болен от главната линия Шьонхаузен, от която произлиза Фердинанд фон Бисмарк, бащата на Ото фон Бисмарк.